# Christiern Pedersen
Christiern Pedersen, född omkring 1480 i Helsingör, död 1554, var en dansk författare.

## Biografi
Christiern Pedersen var kanik i Lund och blev därefter magister i Paris, där han gav ut Saxo Grammaticus. Här börjar han också sin egen författarverksamhet, bland annat med Jertegns Postil, den största katolska andaktsboken på danskt språk. Efter hemkomsten slöt han sig till Kristian II:s parti och måste utstå förföljelser för detta.
Under en vistelse vid den landsflyktige kungens hov i Nederländerna lät han utge en översättning av Nya Testamentet till danska 1529. Här inleder han ett författarskap av protestantiska uppbyggelseskrifter, ofta fria bearbetningar efter Luther.
1532 bosatte han sig i Malmö som boktryckare, men upphörde med sin förlagsverksamhet redan vid grevefejdens början och slog sig 1541 ned i Köpenhamn. Där fick han huvudansvaret för den bibelöversättning, som utkom 1550 och blev grundläggande för danskt skriftspråk. Hans sista skrift är den postumt utgivna Esopi leffnit oc nogle hans fabel (1554), den första tryckta danska sagoboken. Bland hans efterlämnade skrifter fanns en nu förkommen översättningen av Saxo Grammaticus samt en fortsättning på dennes verk, som utgavs 1850 – 1856.